# Kitêba Jilwe
El Libro de la Revelación (Kitêba Jilwe en kurdo; también transcrito como Qitab Al Jilwah) es uno de los dos libros sobre la religión yazidi escritas al estilo de un libro sagrado en el dialecto Kurmanji de la lengua kurda, el otro es el Libro Negro (Mishefa Res en kurdo). Se afirma que el texto original del Libro de la Revelación se conserva en el pueblo de Yazidi Ba'idn y el texto original del Libro Negro Yazidi se mantiene en el pueblo de Qasr'tzzat-Din .
Los dos principales libros sagrados de los yazidíes son el Miskhaf Res (Libro Negro), atribuido a Khasan Al Bashi hacia el siglo XIV, y el Qitab Al Jilwah (Libro de la Revelación), atribuido al jeque Adi, fundador de la comunidad yazidí en el siglo XII. Una especie de Antiguo y Nuevo Testamento yazidíes respectivamente.
El más importante, el Kitêba Jilwe, está redactado en páginas sueltas de pergamino de piel de gacela, con 16 líneas de escritura en cada página (el Corán lleva 12), y aunque no numeradas, cada página termina con la letra que inicia la página siguiente.
En “Rituales” Antón Szandor LaVey incluye textos de Al Jilwah presentándolas como “las palabras que Satán dijo a su pueblo”, en una interpretación un tanto tendenciosa de las escrituras yazidíes. Sin embargo es justo reconocer el valor documental de esos textos, para todos los estudiosos de las religiones comparadas, que LaVey incluye en sus textos, utilizando una traducción de Isya Joseph tomada del manuscrito arábigo de Daud as-Saig.
La Revelación yazidí contaría la historia del mundo desde el punto de vista del Ángel Caído, identificado con Lucifer por los griegos, Satán por los hebreos o Iblis por los musulmanes.

## Capítulos
El Kitêba Jilwe contiene cinco capítulos en orden decreciente de tamaño. En los cinco capítulos de este libro, las palabras de Dios se dan en primera persona, en contraste con el Libro Negro, que registra los actos de Dios en tercera persona.